# Lithobates berlandieri
Lithobates berlandieri е вид земноводно от семейство Водни жаби (Ranidae).

## Разпространение
Видът е разпространен в Белиз, Гватемала, Мексико, Никарагуа, САЩ и Хондурас.